# Edu Ribeiro (cantor)
Carlos Eduardo Ribeiro (São Paulo, 17 de setembro de 1976), mais conhecido pelo seu nome artístico Edu Ribeiro é um cantor e compositor brasileiro. Considerado um dos principais nomes do reggae nacional, é ex-integrante da banda Circuladô de Fulô. Ficou conhecido nacionalmente com o sucesso Me Namora.

## Biografia
Paulistano da Lapa e criado na periferia, Edu Ribeiro passou parte de sua infância em Taboão da Serra, na Grande São Paulo. Em 1986, mudou com a família para Salvador na Bahia. Em 1991 morou em Luanda (Angola). 
Em 1993, ingressou no grupo M.R.N. "Movimento e Ritmo Negro", com essa experiência, nasce sua parceria com o DJ Cia, hoje integrante do grupo RZO. O grupo participa de shows como os "300 Anos de Zumbi" no vale do Anhangabaú e lança uma nova coletânea "Das Ruas pro Mundo".
Após sua saída do grupo, Edu descobre o extinto Sarau do KVA, uma casa de show situada em Pinheiros (SP) e convive com artistas. Assim começa a compor primeiras canções como "Vem me Ver", "Sereia" e "Paz Interior". 
Em 1998, começa a montar uma banda de reggae, mas a ida de alguns integrantes para o exterior faz com que o plano seja adiado. Em 2000 formou com amigos a banda de forró universitário Circuladô de Fulô, chegando a assinar contrato com a gravadora EMI, vendendo mais de 80 mil cópias.
Desentendimentos com a banda e apelos de amigos para voltar ao reggae provocam a saída de Edu do Circuladô de Fulô.
Em 2005, lançou seu primeiro CD em carreira solo intitulado "Roots Reggae Classics Vol. 1 e Outras Canções" pela gravadora Universal Music, com participações de artistas como Alexandre Carlo, vocalista do Natiruts. 
Em 2006, lançou seu primeiro DVD, Edu Ribeiro ao Vivo, gravado na Estância Alto da Serra, em São Bernardo do Campo. No mesmo ano, Edu Ribeiro ganhou projeção nacional com o hit "Me Namora", música que seria o maior sucesso de sua carreira. Em 2006 "Me Namora" foi a música brasileira mais tocada nas rádios do país, perdendo apenas para "You're Beautiful" de James Blunt e "Because Of You" de Kelly Clarkson.  Emplacou também no mesmo ano o sucesso "O sol, a lis e o beija-flor (Flor de Lis)", ficando entre as mais tocadas nas rádios em 2006 e 2007, respectivamente. 
Em 2007 lançou o álbum "Luau", o carro chefe foi o hit "De Mais Ninguém" que ficou entre as 100 músicas mais tocadas do ano nas rádios do Brasil. Destaque também para "Você por perto", com participação do Chorão, vocalista do Charlie Brown Jr. 
Com o sucesso, Edu Ribeiro chegou a participar do principais programas de televisão do país, se consagrando como um dos principais cantores de reggae do Brasil.

## Discografia

### Com oCirculadô de Fulô
- (2001) Circuladô de Fulô

### Carreira solo

#### CDs
- (2005) Edu Ribeiro & Banda Cativeiro - Roots Reggae Classics Vol. 1 e Outras Canções
- (2006) Edu Ribeiro ao Vivo
- (2007) Edu Ribeiro Luau

#### DVDs
- (2006) Edu Ribeiro ao Vivo

## Curiosidades
- O sucesso Me Namora foi trilha sonora da novela Bicho do Mato da Record.
- A voz de Edu Ribeiro é frequentemente confundida com a voz de Alexandre Carlo, vocalista do Natiruts. Até hoje muitas pessoas acham que o hit Me Namora é do Natiruts.